# Taifa de Huelva

Los reinos de taifas en 1037.

La Taifa de Huelva y Saltés fue un reino musulmán independiente que surgió en al-Ándalus en 1012, a raíz de la desintegración que el Califato de Córdoba venía sufriendo desde 1008, y que desapareció en 1052 cuando se integró en la Taifa de Sevilla, perteneciendo cronológicamente a los primeros reinos de taifas.
Fue fundado en 1012 por Abd al-Aziz al-Bakri quién se otorgó el título de Señor de Umba y Xaltis (Huelva y Saltés). Tuvo su capital en Huelva, junto a la ciudad de la Isla de Saltés, un asentamiento de relativa importancia por su situación estratégica y por el comercio pesquero.